# Gilles Bosch
Gilles Bosch, nascut el 12 de juliol de 1990 a Perpinyà, és un jugador català de rugbi a XV, que evoluciona al lloc de mig d'obertura.

## Historial

### En club
- USAP des de 2000

### A la selecció nacional
- Internacional sub18
- Internacional sub19
- Internacional sub21
- Internacional amb la selecció de França A

## Palmarès

### En club
- Finalista del Top 14 2010.